# Mezoteloblast
Mezoteloblast – komórka macierzysta mezodermy zwierząt charakteryzujących się bruzdkowaniem spiralnym (np. pierścienice, mięczaki).